# Greenville (Libéria)
Greenville é uma cidade na Libéria capital do Condado de Sinoe, fica em uma lagoa perto do Rio Sinoe e do Oceano Atlântico. Está localizada a cerca de 240 quilômetros a sudeste de Monróvia, capital da Libéria. De acordo com o censo nacional de 2008, a população era de 16.434. 